# Camponotus ulcerosus
Camponotus ulcerosus é uma espécie de inseto do gênero Camponotus, pertencente à família Formicidae.